# Jarolím Adámek
Jarolím Adámek (přezdívaný otec Jarým; 14. února 1915 Bludov – 18. prosince 1969 Horní Poustevna) byl český římskokatolický duchovní a teolog, redemptorista.

## Život

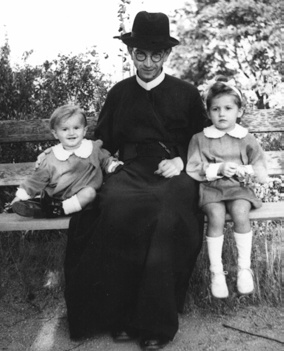
Jarolím Adámek s dětmi

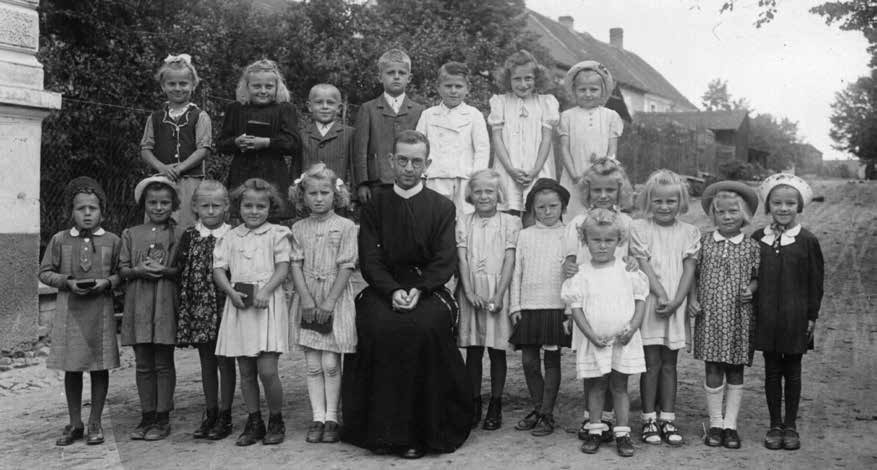
Z farnosti - katecheze

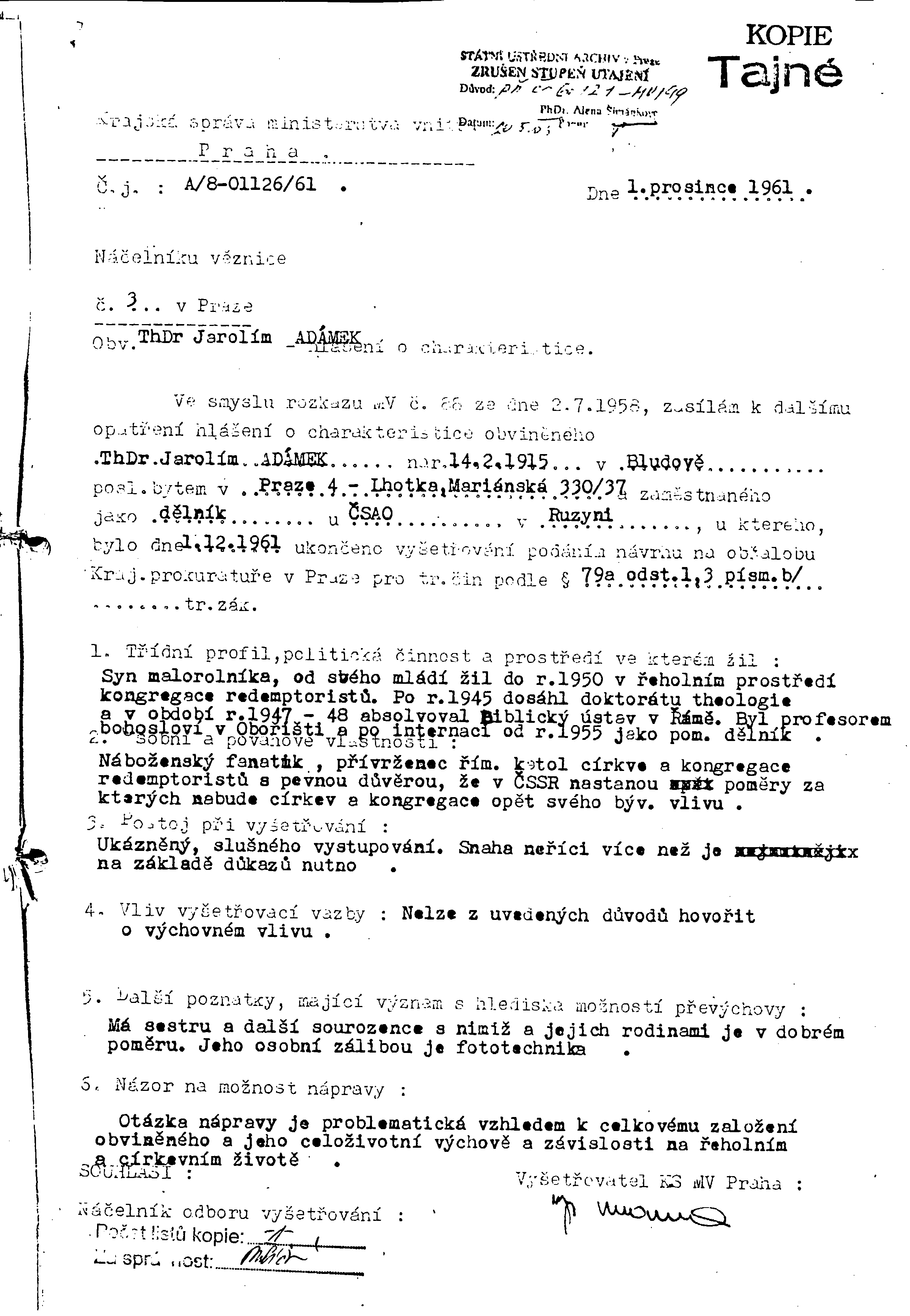
Záznam policejního výslechu

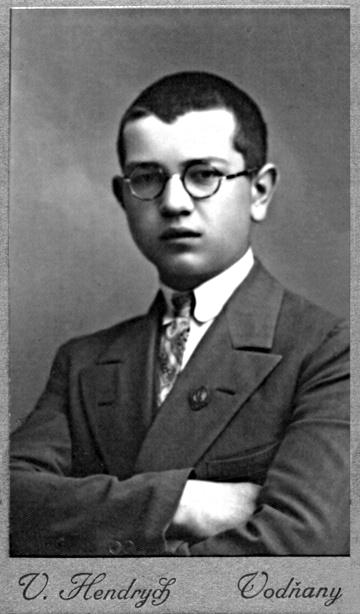
Fotografie z dětských let

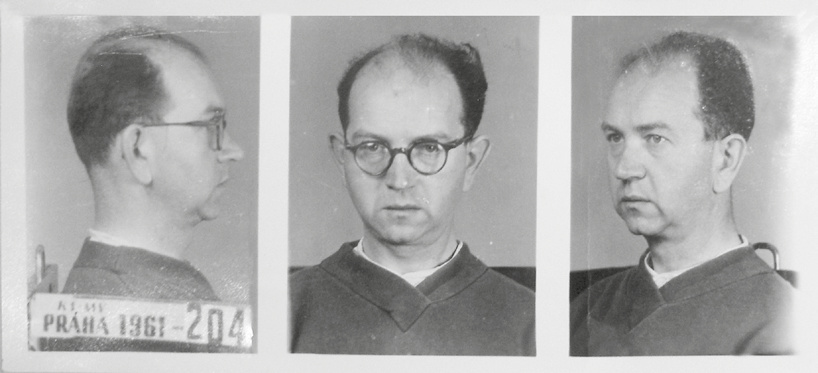
Z vězeňské kartotéky

V mládí se stal redemptoristou, na kněze byl vysvěcen 29. června 1941 v Praze. Po svěcení působil v Obořišti a studoval teologii na TF UK v Praze. V roce 1947 získal doktorát, poté pokračoval ve studiu v Římě (1948), následně působil opět na řádovém učilišti v Obořišti (1948–1950).
Při Akci K byl spolu s ostatními řeholníky internován (1950–1955) a po propuštění pracoval nejprve jako sanitář a poté jako opravář akumulátorů. V roce 1961 byl odsouzen ke čtyřem letům vězení pro „rozvracení socialistického zřízení“ a vězněn (1961–1964) za výuku mladých bohoslovců. Po propuštění byl opět manuálně zaměstnán, v 60. letech se mohl vrátit k teologii.
Spolupodílel se na tvorbě překladu novozákonní části ekumenického překladu Bible a přednášel Starý Zákon v Katechetickém studiu v Praze a od roku 1968 biblickou teologii na Cyrilometodějské bohoslovecké fakultě v Litoměřicích.

## Fotografie
Fotografie převzaty s laskavým svolením řádu Redemptoristů z článku P. Jaroslava Škrni.